# Polyniphes duponchelii
Polyniphes duponchelii är en fjärilsart som beskrevs av Jean Baptiste Godart 1823. Polyniphes duponchelii ingår i släktet Polyniphes och familjen juvelvingar. Inga underarter finns listade i Catalogue of Life.